# ハツカラ橋
ハツカラ橋（はつからはし）は、福島県南相馬市小高区にある道路橋である。

## 概要
- 全長：119.6m
- 形式：3径間連結ポステンT桁橋
- 竣工：2018年[1]
- 施工：川田工業

南相馬市小高区沿岸部にて二級水系小高川を渡り、福島県道391号広野小高線を通す。起終点共に小高区村上字横砂に位置する。小高川河口部に位置し、東北地方太平洋沖地震に伴う津波により落橋し、周辺の防潮堤、河川堤防の災害復旧工事に伴い現在の橋梁が架設された。上流側に県道391号小高工区の新道建設が行われ小金橋が架設され道路交通量が減少することから、橋上は架け替えられた後も旧橋梁と同様に車両のすれ違いが難しいほど幅員が狭く、歩道も設置されていない。橋の南側は小高川と太平洋に挟まれた砂州状の地形であり、村上海岸として整備されている。

## 沿革
- 1975年 - 先代のハツカラ橋が架設される。
  - 全長：83m
  - 幅員：4.3m
- 2011年3月11日 - 東北地方太平洋沖地震に伴う津波災害により落橋する。
- 2019年 - 現在の橋梁の供用が開始される。

## 周辺
- 村上海岸

## 隣の橋
- 小高川

（上流） - 川原田橋 - 白金橋 - ハツカラ橋 - （河口）